# 真愛碼頭

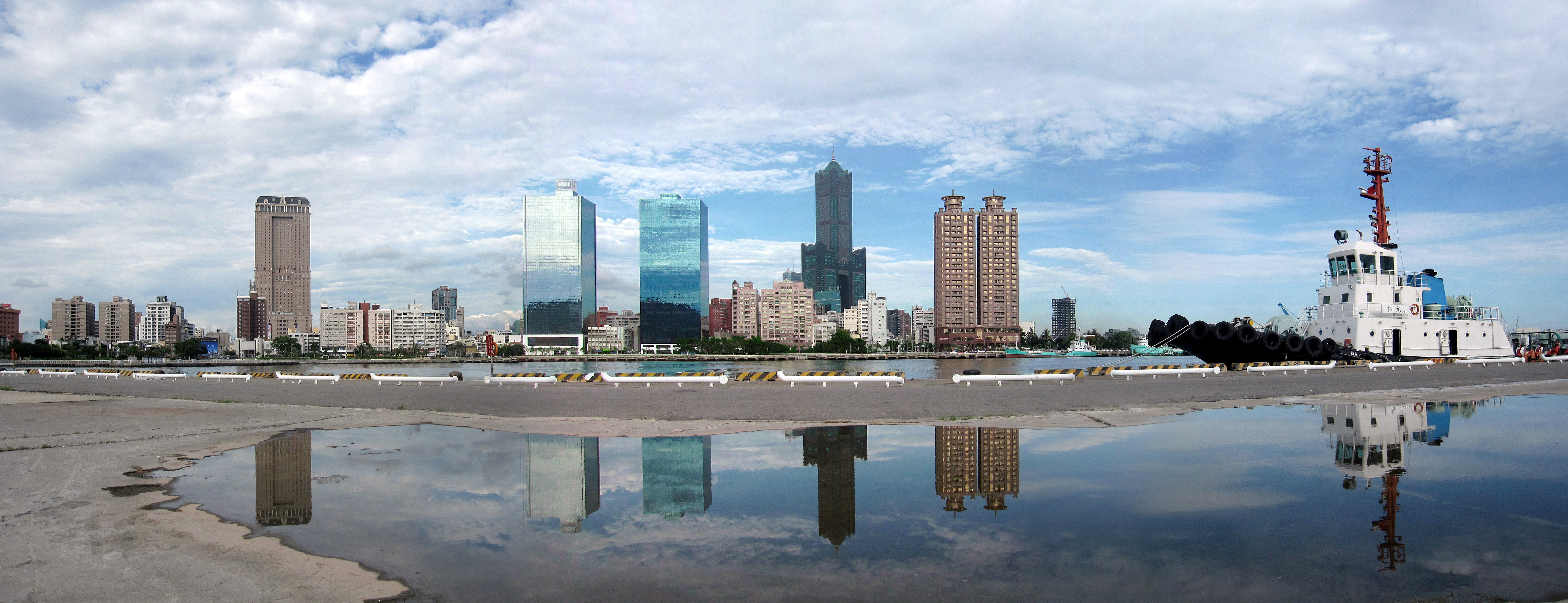
真愛碼頭全景

真愛碼頭（英語：Love Pier）位於台灣高雄市鹽埕區愛河出海口處，正式名稱為高雄港12號碼頭，是高雄港少數向公眾開放的碼頭之一。

## 簡介

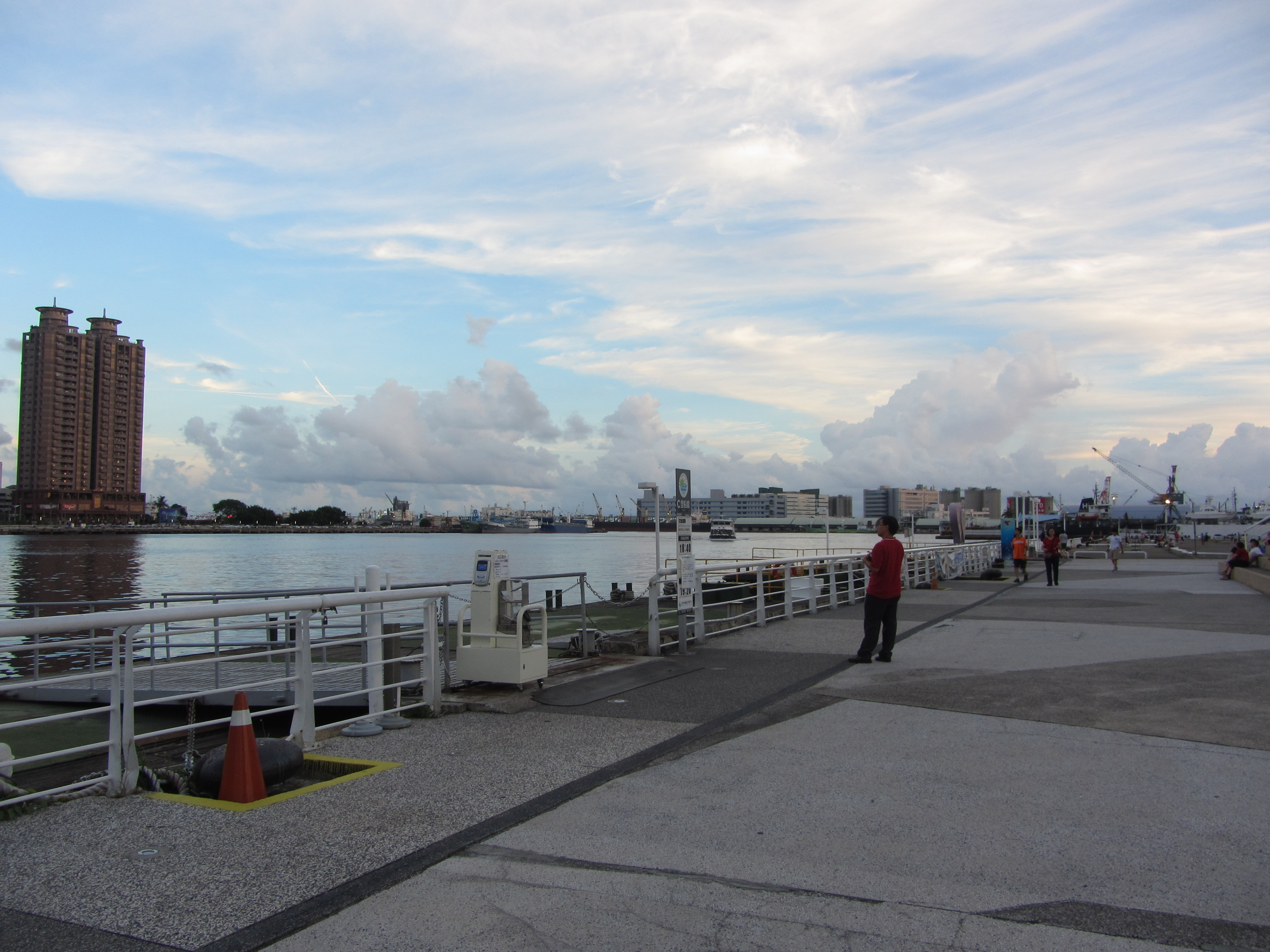
旅客登船處

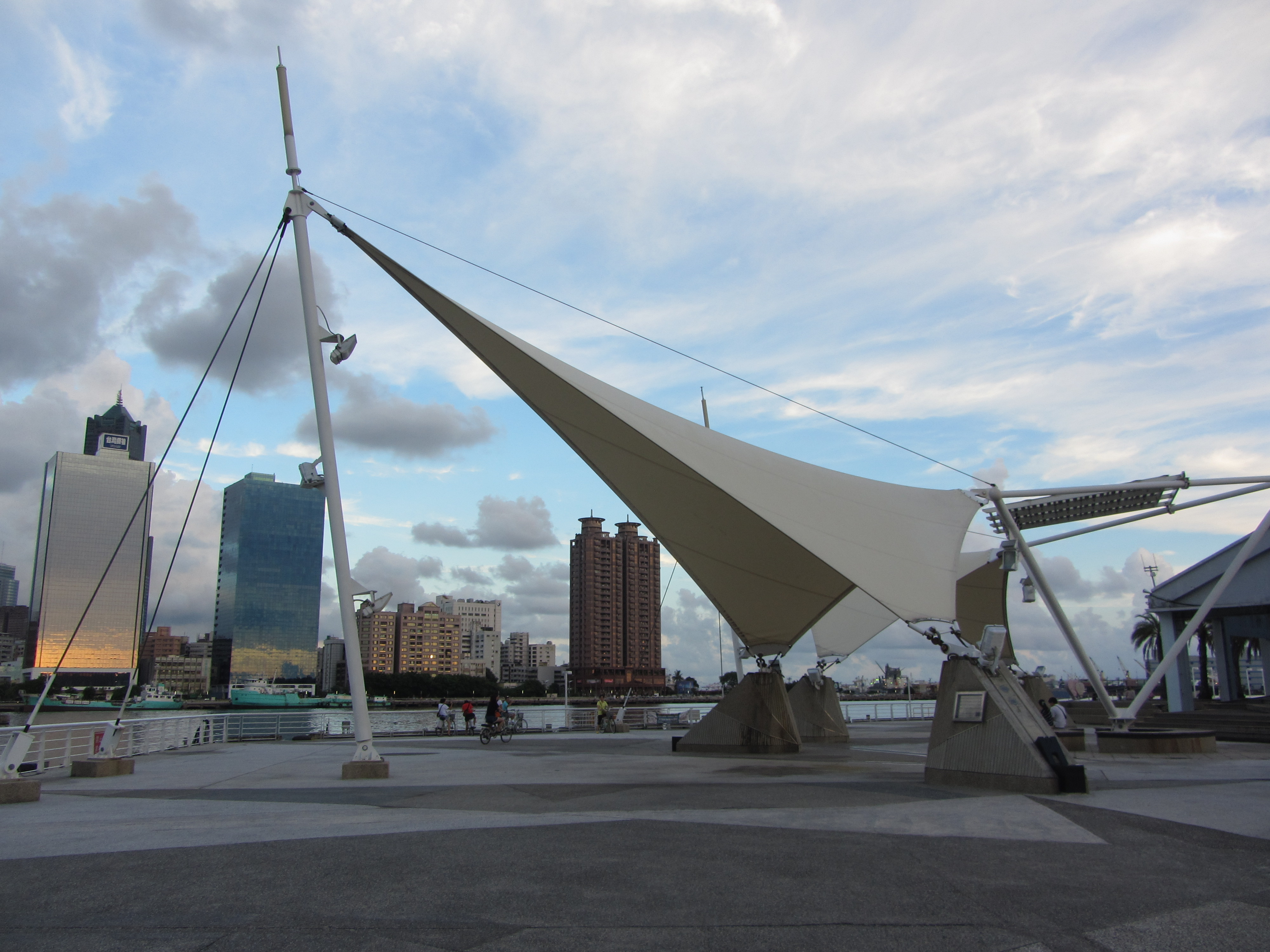
風帆裝置藝術

真愛碼頭原是散裝貨輪碼頭，但隨著貨櫃輪興起而逐漸沒落，以致閒置。高雄市政府交通局向交通部高雄港務局租借此碼頭，由高雄市政府工務局開發，推動河港交通航線計畫，做為河運及港運的轉運站。
真愛碼頭以雪白風帆為主題，結合花卉構成的藝術設計，雙座風帆的造型分別對著高雄市區及旗津渡輪碼頭，藉此象徵高雄市與海港對話，為了節約能源，在風帆上面將有太陽能發電板與發電量顯示器的裝置。配合濱海公園設置觀景、休憩高架木棧步道平台及景觀植栽綠化。
目前區域內建有高雄流行音樂中心西半部，包括高流中心的主體建築（音浪塔），以及LIVE WAREHOUSE等設施。此外高流中心旁新闢的聯外道路也以本碼頭命名為「真愛路」。

## 歷史
2014年3月3日，隨著高雄流行音樂中心的興建而封閉，並於2020年12月22日起重新對外開放。
2022年臺灣燈會愛河灣展區的燈光秀以音浪塔作為展演的主體建築。
2024年展出黃色小鴨。

## 交通
- 高雄捷運
  -  環狀輕軌 ：真愛碼頭站。

## 外部連結
- 高雄市政府觀光局高雄旅遊網介紹

22°37′07″N 120°17′23″E / 22.6186229°N 120.2896668°E